# Готоленго
Готолѐнго (на италиански: Gottolengo, на източноломбардски: Otolènch, Оталенк) е градче и община в Северна Италия, провинция Бреша, регион Ломбардия. Разположено е на 53 m надморска височина. Населението на общината е 5270 души (към 2013 г.).